# NGC 5881
NGC 5881 (również IC 1100, PGC 53920 lub UGC 9729) – galaktyka spiralna (S?), znajdująca się w gwiazdozbiorze Smoka. Odkrył ją William Herschel 26 kwietnia 1789 roku.
W galaktyce tej zaobserwowano supernową SN 2011br.
Obiekt NGC 5881 jest przez niektóre starsze katalogi błędnie identyfikowany jako galaktyka PGC 54150 znajdująca się 2 stopnie dalej na północ.